# Tony Pierce
Tony Pierce est un blogueur, journaliste et auteur résidant à Hollywood, Californie, États-Unis. Il est surnommé le « blogfather » en raison de la fréquence à laquelle il publie sur son blog et sur l'ouvrage How to blog, publié en mars 2005 et devenu une référence dans le domaine.
Diplômé de l'Université de Californie à Santa Barbara, Pierce est le rédacteur en chef du Daily Nexus au début des années 1990. Il a par la suite travaillé comme éditeur pour  le webzine Lick, en plus d'être éditorialiste pour le magazine sportif américain Tabloid.